# الجحوش (أيير)
الجحوش هي إحدى مشيخات المملكة المغربية، تتبع جغرافيا لإقليم آسفي وإداريًا لأيير. يقدر عدد سكانها بـ 9148 نسمة حسب الإحصاء الرسمي للسكان والسكنى لسنة 2004.